# گندراسوی لکه‌دار کوتوله
گندراسوی لکه‌دار کوتوله (نام علمی: Spilogale pygmaea) نام یک گونه از سرده گندراسوی لکه‌دار است.